# Албай (озеро)
Алба́й (тат. Алба́й) — старичное озеро левобережной поймы среднего течения реки Свияга на западе Татарстана в России. Располагается у восточной окраины урочища Чабры (ранее — деревня Чабры) на территории Кошки-Шемякинского сельского поселения в южной части Буинского района.
Находится на высоте около 75 м над уровнем моря. Вытянуто в субмеридиональном направлении на 490 м, шириной до 30 м. Площадь водного зеркала — 0,68 га.